# 뉴질랜드 거래소
뉴질랜드 거래소(영어: New Zealand's Exchange, 약칭 NZX)는 뉴질랜드 웰링턴에 소재한 증권거래소이다. 2002년 12월 31일에 설립되었다.